# Родосель
Родосель — село в муніципалітеті Умео, розташоване на південь від виходу з потоку РоДен в Віндедельвені. Населення — 96 чол. Найближчі населені пункти — Тавельсье (10 км), Віндельн (21 км), Ваннас (26 км) і Умео (38 км). Населення Родоселя становить близько 100 осіб. Дорога 363 проходить за межами села. Родосель входить в Радабюрген, який містить села Бломдаль, Родалінден, Родану, Вестра Аверрода, Аллунд і Аверрода. У Родоселі є початкова школа, АЗС, громадський центр, антикварний магазин, столярні вироби, кількість малих підприємств і кілька ферм. У селі також є бігові доріжки і трек для катання на бігових лижах з електричним освітленням.